# Ber Wachs
Ber Wachs także Borys Waks (ur. 20 listopada 1858 r. w Odessie, zm. ?), łódzki przemysłowiec, fabrykant, działacz społeczny i filantrop pochodzenia żydowskiego.

## Biogram
Syn Lwa, kupca, i Frumy. Ukończył sześć klas gimnazjum rosyjskiego w Odessie.

### Działalność przemysłowa
W 1879 r. zamieszkał w Łodzi i podjął pracę jako urzędnik w łódzkim oddziale fabryki obuwia braci Kipper. W 1882 r. założył tkalnię ręczną przy ul. Juliusza (obecnie ul. Dowborczyków) 7 i rozpoczął produkcję ciepłych chust wełnianych, zwanych dublowymi. W 1904 r. kupił sąsiednią przędzalnię wełny zgrzebnej Bayera i Wolfa przy ul. Juliusza 9. Chusty produkowane tylko ręcznie, powstawały w dotychczasowej tkalni ręcznej, a w nowej mechanicznej tkalni produkował tkaniny wełniane, sprzedawane  przede wszystkim na chłonnym rynku rosyjskim. W Rosji otrzymał przydomek „chustkowego króla”. W 1905 r. jego przedsiębiorstwo zatrudniało 500 robotników, a obrót roczny sięgał 1 000 000 rubli. W czasie I wojny światowej produkcja została prawie całkowicie wstrzymana a Wachs wyjechał do Moskwy. 
Po odzyskaniu przez Polskę niepodległości wrócił do Łodzi, wznowił produkcję, fabryka realizowała głównie zamówienia rządowe na potrzeby wojska. Był jednym z założycieli Towarzystwa Akcyjnego Gazowni Łódzkiej (1910), członkiem Konsorcjum Gazowni Miejskich w Łodzi (1914 -1920). Pod koniec lat 30. XX w. był wiceprezesem Rady Łódzkiego Banku Depozytowego oraz członkiem zarządu Domu Transportowo-Ekspedycyjnego S. John i I. Rudomin, S.A.

### Działalność społeczna i charytatywna
Uczestniczył w akcji gromadzenia datków na rzecz ofiar pogromów żydowskich w czasie tzw. „buntu łódzkiego” (1892), epidemii cholery (1894); włączał się też w akcje pomocy dla ofiar pogromu w Kiszyniowie i pożaru w Brześciu. Był współzałożycielem Łódzkiego Żydowskiego Towarzystwa Dobroczynności i prezesem Łódzkiego Towarzystwa Pielęgnacji Chorych „Bykur Cholim” (od marca 1908), Komitetu „Uzdrowisko” - kolonii letniej dla dzieci. Był członkiem Zarządu Ligi Przeciwgruźliczej. Wchodził w skład rad nadzorczych lub zarządów: Łódzkiego Towarzystwa Szerzenia Wiedzy Handlowej, Giełdy Łódzkiej, Banku Kupieckiego Łódzkiego.
Od 1903 r. był prezesem Rady Opiekuńczej Szkoły Handlowej przy Stowarzyszeniu Wzajemnej Pomocy Pracowników Handlowych.
Po wybuchu I wojny światowej jako obywatel rosyjski wyjechał do Moskwy, gdzie był jednym z organizatorów Ogólnego Komitetu Pomocy Żydom Polskim, niosącego pomoc materialną mieszkańcom terenów okupowanych przez Niemców. Działalności tej Wachs nie zaprzestał po przejęciu w Rosji władzy przez bolszewików.
Wyjechał z Moskwy do Kopenhagi i Sztokholmu, zabiegając u przywódców międzynarodowych żydowskich organizacji dobroczynnych o dalszą pomoc finansową dla zubożałych mieszkańców kraju.
Mieszkał przy ul. Kilińskiego 113.
Data i miejsce śmierci są nieznane, nie jest też znane miejsce pochówku.
Z małżeństwa z Joanną (Czarną) z Kraweców (1859-1929) miał czworo dzieci: Fanię (ur. 10 lutego 1884), Aleksandra (ur. 18 grudnia 1886), Lwa (ur. 18 września 1891) i Jerzego (ur. 1 września 1893), który w latach 30. XX w. był dyrektorem Widzewskiej Manufaktury, a mieszkał przy ul. Pomorskiej 96.